# 圣马丹德马约
圣马丹德马约（法語：Saint-Martin-de-Mailloc，法語發音：[sɛ̃ maʁtɛ̃ də majɔ] ⓘ）是法国卡尔瓦多斯省的一个市镇，属于利雪区。

## 地理
圣马丹德马约（49°5'23"N, 0°17'56"E）面积7.17 平方千米，位于法国诺曼底大区卡爾瓦多斯省，该省份为法国西北部沿海省份，北濒大西洋英吉利海峡，东北与滨海塞纳省以海上边界相接，东临厄尔省，南至奧恩省，西与芒什省接壤。
与圣马丹德马约接壤的市镇（或旧市镇、城区）包括：勒梅尼勒纪尧姆、普雷特勒维尔、圣但尼德马约、圣让德利韦、瓦洛尔比凯。

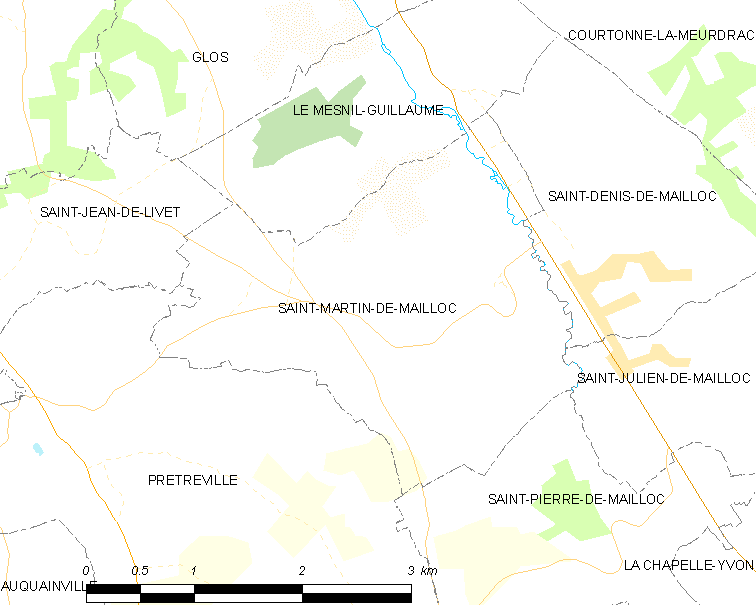
圣马丹德马约的OSM定位图

圣马丹德马约的时区为UTC+01:00、UTC+02:00（夏令时）。

## 行政
圣马丹德马约的邮政编码为14100，INSEE市镇编码为14626。

## 政治
圣马丹德马约所属的省级选区为梅济东瓦莱多日县。

## 人口

1962-2008年间圣马丹德马约人口变化图示

圣马丹德马约于2022年1月1日时的人口数量为999人。